# Fludeoxyglucose (18F)
Fludeoxyglucose (18 F) (INN), hoặc fludeoxyglucose F 18 (USAN và USP), cũng thường được gọi là fluorodeoxyglucose và viết tắt [18 F] FDG, 18 F-FDG hoặc FDG, là một dược phẩm phóng xạ được sử dụng trong các hình ảnh y tế phương thức chụp cắt lớp phát xạ positron (VẬT NUÔI). Về mặt hóa học, đó là 2-deoxy-2- (18 F) fluoro- D -glucose, một chất tương tự glucose, với chất phóng xạ positron fluorine-18 thay thế cho nhóm hydroxyl bình thường ở vị trí C-2 trong phân tử glucose.
Sự hấp thu của 18 F-FDG bởi các mô là một dấu hiệu cho sự hấp thu mô của glucose, do đó có mối tương quan chặt chẽ với một số loại chuyển hóa mô. Sau khi 18 F-FDG được tiêm vào bệnh nhân, máy quét PET có thể tạo thành hình ảnh hai chiều hoặc ba chiều về sự phân bố của 18 F-FDG trong cơ thể.
Kể từ khi phát triển vào năm 1976, 18 F-FDG có ảnh hưởng sâu sắc đến nghiên cứu trong khoa học thần kinh. Phát hiện tiếp theo vào năm 1980 rằng 18 F-FDG tích lũy trong các khối u là nền tảng cho sự phát triển của PET như một công cụ lâm sàng chính trong chẩn đoán ung thư. 18 F-FDG hiện là chất phóng xạ tiêu chuẩn được sử dụng để quản lý bệnh nhân ung thư và quản lý bệnh nhân ung thư.
Các hình ảnh có thể được đánh giá bởi một bác sĩ y học hạt nhân hoặc bác sĩ X quang để cung cấp chẩn đoán các tình trạng y tế khác nhau.

## Lịch sử
Năm 1968, Tiến sĩ Josef Pacak, Zdenek Tocik và Miloslav Cerny tại Khoa Hóa hữu cơ, Đại học Charles, Tiệp Khắc là những người đầu tiên mô tả tổng hợp FDG. Sau đó, vào những năm 1970, Tatsuo Ido và Al Wolf tại Phòng thí nghiệm quốc gia Brookhaven là người đầu tiên mô tả sự tổng hợp của FDG được dán nhãn 18 F. Hợp chất này lần đầu tiên được quản lý cho hai tình nguyện viên bình thường của con người bởi Abass Alavi vào tháng 8 năm 1976 tại Đại học Pennsylvania. Hình ảnh não thu được bằng máy quét hạt nhân thông thường (không phải PET) đã chứng minh nồng độ 18 F-FDG trong cơ quan đó (xem tài liệu tham khảo lịch sử bên dưới).
Bắt đầu vào tháng 8 năm 1990, và tiếp tục trong suốt năm 1991, sự thiếu hụt oxy-18, một nguyên liệu thô cho FDG, khiến nó cần thiết để phân phối nguồn cung cấp đồng vị. Cơ sở oxy-18 của Israel đã ngừng hoạt động do Chiến tranh vùng Vịnh, và chính phủ Hoa Kỳ đã đóng cửa Cơ sở Carbon, Oxy và Nitơ tại Phòng thí nghiệm Quốc gia Los Alamos, để Isotec trở thành nhà cung cấp chính.

## Tổng hợp
[18 F] FDG lần đầu tiên được tổng hợp thông qua fluoride điện di với [18 F] F 2. Sau đó, một "tổng hợp nucleophilic" đã được phát minh với cùng một đồng vị phóng xạ.
Như với tất cả các phóng xạ 18 F phóng xạ, 18 F phải được tạo ra ban đầu dưới dạng anion fluoride trong cyclotron. Sự tổng hợp của chất đánh dấu phóng xạ FDG hoàn chỉnh [18 F] bắt đầu bằng việc tổng hợp chất phóng xạ fluoride không liên kết, do sự bắn phá cyclotron phá hủy các phân tử hữu cơ loại thường được sử dụng cho phối tử, và đặc biệt, sẽ phá hủy glucose.
Việc sản xuất Cyclotron 18 F có thể được thực hiện bằng cách bắn phá neon-20 bằng deuteron, nhưng thường được thực hiện bằng cách bắn phá proton của nước giàu 18 O, gây ra phản ứng (p, n) (đôi khi được gọi là "phản ứng loại bỏ" loại phản ứng hạt nhân với xác suất cao trong đó một proton tới "đánh bật" một neutron) trong 18 O. Điều này tạo ra "tàu sân bay miễn phí" hòa tan [18 F] fluoride ([18 F] F -) các ion trong nước. Thời gian bán hủy 109,8 phút của 18 F làm cho hóa học nhanh chóng và tự động cần thiết sau thời điểm này.
Muối fluoride khan, dễ xử lý hơn khí flo, có thể được sản xuất trong cyclotron. Để đạt được hóa học này, [18 F] F - được tách ra khỏi dung môi nước bằng cách giữ nó trên cột trao đổi ion và rửa giải bằng dung dịch acetonitril gồm 2,2,2-cryptand và kali cacbonat. Sự bay hơi của dịch rửa giải cho [(crypt-222) K] +   [18 F] F − (2).
Anion fluoride là nucleophilic nhưng điều kiện khan của nó là cần thiết để tránh các phản ứng cạnh tranh liên quan đến hydroxide, cũng là một nucleophile tốt. Việc sử dụng tiền điện tử để cô lập các ion kali sẽ tránh sự kết hợp ion giữa các ion kali và fluoride tự do, khiến anion fluoride phản ứng mạnh hơn.
Trung cấp 2 được xử lý bằng các bảo vệ mannose triflate (1); anion fluoride thay thế nhóm rời khỏi trifit trong phản ứng S N 2, tạo ra deoxyglucose được bảo vệ (3). Thủy phân base loại bỏ các nhóm bảo vệ acetyl, tạo ra sản phẩm mong muốn (4) sau khi loại bỏ mật mã thông qua trao đổi ion:

## Cơ chế hoạt động, sản phẩm cuối cùng trao đổi chất và tỷ lệ trao đổi chất
[18 F] FDG, như một chất tương tự glucose, được hấp thụ bởi các tế bào sử dụng glucose cao như não, tế bào mỡ màu nâu, thận và tế bào ung thư, nơi phosphoryl hóa ngăn chặn glucose được giải phóng trở lại từ tế bào, một khi nó đã được giải phóng được hấp thụ. Nhóm 2-hydroxyl (HampOH) trong glucose bình thường là cần thiết cho quá trình glycolysis (chuyển hóa glucose bằng cách tách nó), nhưng [18 F] FDG bị thiếu 2-hydroxyl này. Do đó, giống với phân tử chị em 2-deoxy- D -glucose, FDG không thể được chuyển hóa thêm trong các tế bào. [18 F] FDG-6-phosphate được hình thành khi [18 F] FDG xâm nhập vào tế bào do đó không thể di chuyển ra khỏi tế bào trước khi phân rã phóng xạ. Kết quả là, sự phân phối của [18 F] FDG là một sự phản ánh tốt về sự phân phối của sự hấp thu glucose và sự phosphoryl hóa bởi các tế bào trong cơ thể.
Tuy nhiên, sau khi [18 F] FDG phân rã phóng xạ, 2-flo của nó được chuyển thành 18 O - và sau khi lấy một proton H + từ ion hydronium trong môi trường nước của nó, phân tử trở thành glucose-6-phosphate "oxy nặng" không hoạt động trong hydroxyl ở vị trí C-2. Sự hiện diện mới của 2-hydroxyl cho phép nó được chuyển hóa bình thường theo cách tương tự như glucose thông thường, tạo ra các sản phẩm cuối không phóng xạ.
Mặc dù về lý thuyết, tất cả [18 F] FDG được chuyển hóa như trên với thời gian bán hủy loại bỏ phóng xạ là 110 phút (giống như của flo-18), các nghiên cứu lâm sàng đã chỉ ra rằng độ phóng xạ của các phân vùng FDG [18 F] thành hai phân số chính. Khoảng 75% hoạt động của flo-18 vẫn còn trong các mô và được loại bỏ với thời gian bán hủy 110 phút, có lẽ bằng cách phân rã tại chỗ thành O-18 để tạo thành [18 O] O-glucose-6-phosphate, không phải là -radioactive (phân tử này có thể sớm được chuyển hóa thành carbon dioxide và nước, sau khi chuyển đổi hạt nhân của flo thành oxy ngừng để ngăn chặn sự trao đổi chất). Một phần nhỏ của [18 F] FDG, chiếm khoảng 20% tổng hoạt động flo-18 của một tiêm, được loại bỏ đào thải bởi hai giờ sau một liều [18 F] FDG, với chu kỳ bán rã nhanh chóng của khoảng 16 phút (phần này làm cho hệ thống thu thập thận và bàng quang nổi bật trong chụp PET bình thường). Thời gian bán hủy sinh học ngắn này chỉ ra rằng 20% này trong tổng số hoạt động của chất đánh dấu flo-18 được loại bỏ dược động học (thông qua hệ thống thận) nhanh hơn nhiều so với đồng vị có thể phân rã. Sự nhanh chóng cũng cho thấy rằng một số trong số 18 F này không còn gắn với glucose, vì nồng độ glucose trong máu thấp được thận giữ lại và không được đưa vào nước tiểu. Do nước tiểu 18 F bài tiết nhanh chóng này, nước tiểu của bệnh nhân trải qua chụp PET có thể đặc biệt phóng xạ trong vài giờ sau khi dùng đồng vị.
Tất cả phóng xạ của [18 F] FDG, cả 20% được bài tiết nhanh chóng trong vài giờ đầu tiên của nước tiểu được thực hiện sau khi kiểm tra, và 80% còn lại trong bệnh nhân, phân rã với thời gian bán hủy là 110 phút (chỉ dưới 2 giờ). Do đó, trong vòng 24 giờ (13 nửa đời sau khi tiêm), độ phóng xạ ở bệnh nhân và trong bất kỳ nước tiểu bị bỏ trống ban đầu nào có thể bị nhiễm bẩn trên giường hoặc đồ vật sau khi kiểm tra PET, sẽ bị phân rã thành 2 −13 = 1/8192 độ phóng xạ ban đầu của liều. Trong thực tế, những bệnh nhân đã được tiêm [18 F] FDG được khuyên nên tránh sự gần gũi của những người đặc biệt nhạy cảm với bức xạ như trẻ sơ sinh, trẻ em và phụ nữ mang thai, trong ít nhất 12 giờ (7 nửa đời hoặc sâu răng 1/12 lần liều phóng xạ ban đầu).

## Phân phối
Hợp chất 18 F-FDG được dán nhãn có thời hạn sử dụng tương đối ngắn, bị chi phối bởi sự phân rã vật lý của 18 F với thời gian bán hủy là 109,8 phút, hoặc ít hơn 2 giờ. Tuy nhiên, thời gian bán hủy này đủ dài để cho phép vận chuyển hợp chất đến các cơ sở quét PET từ xa, trái ngược với các đồng vị phóng xạ y tế khác như 11 C. Do các quy định vận chuyển đối với các hợp chất phóng xạ, việc giao hàng thường được thực hiện bằng vận tải đường bộ được cấp phép đặc biệt, nhưng phương tiện vận chuyển cũng có thể bao gồm các dịch vụ máy bay thương mại nhỏ chuyên dụng. Giao thông vận tải bằng đường hàng không cho phép mở rộng vùng phân bố xung quanh một điểm sản xuất 18 chiếc F-FDG để cung cấp các hợp chất với các trung tâm quét PET thậm chí hàng trăm dặm.
Gần đây, các cyclotron tại chỗ với các trạm hóa học di động và che chắn tích hợp để chế tạo 18 F-FDG đã đi cùng máy quét PET đến các bệnh viện từ xa. Công nghệ này có một số hứa hẹn trong tương lai, vì đã thay thế một số tranh giành để vận chuyển 18 F-FDG từ nơi sản xuất sang nơi sử dụng.

## Sản xuất
Alliance Medical và Siemens Health là nhà sản xuất duy nhất tại Vương quốc Anh. Một liều FDG ở Anh có giá khoảng 130 bảng. Ở Bắc Ireland, nơi có một nhà cung cấp duy nhất, chi phí lên tới 450 bảng. IBA Polar North America và Zevacor Polar, cả hai đều thuộc sở hữu của Illinois Health and Science (IBAM đã được mua từ ngày 1 tháng 8 năm 2015), Giải pháp PETNET của Siemens (một công ty con của Siemens Health) và Cardinal Health  là nhà sản xuất ở Hoa Kỳ 

## Các ứng dụng

Chụp PET toàn thân bằng ^{18} F-FDG để thấy di căn gan của một khối u đại trực tràng

Trong hình ảnh PET, 18 F-FDG có thể được sử dụng để đánh giá chuyển hóa glucose ở tim, phổi, và não. Nó cũng được sử dụng để chẩn đoán hình ảnh khối u trong ung thư, trong đó quét PET F-FDG tĩnh 18 được thực hiện và sự hấp thu của khối u 18 F-FDG được phân tích theo giá trị Uptake Value (SUV) được chuẩn hóa.18 F-FDG được hấp thụ bởi các tế bào, được phosphoryl hóa bởi hexokinase (có dạng ty thể được tăng lên rất nhiều trong các khối u ác tính đang phát triển nhanh chóng), và được giữ lại bởi các mô có hoạt động trao đổi chất cao, như hầu hết các loại khối u ác tính. Do đó, FDG-PET có thể được sử dụng để chẩn đoán, dàn dựng và theo dõi điều trị ung thư, đặc biệt là bệnh Hodgkin, u lympho không Hodgkin, ung thư đại trực tràng, ung thư vú, khối u ác tính và ung thư phổi. Nó cũng đã được phê duyệt để sử dụng trong chẩn đoán bệnh Alzheimer.
Trong các ứng dụng quét cơ thể trong việc tìm kiếm khối u hoặc bệnh di căn, một liều 18 F-FDG trong dung dịch (thường là 5 đến 10 triệu hoặc 200 đến 400 MBq) thường được tiêm nhanh chóng vào một giọt nước muối chảy vào tĩnh mạch, ở bệnh nhân người đã nhịn ăn ít nhất 6 giờ và người có lượng đường trong máu thấp phù hợp. (Đây là một vấn đề đối với một số bệnh nhân tiểu đường; thông thường các trung tâm quét PET sẽ không quản lý đồng vị cho bệnh nhân có mức đường huyết trên 180   mg/dL = 10   mmol/L, và những bệnh nhân như vậy phải được lên lịch lại). Sau đó, bệnh nhân phải đợi khoảng một giờ để đường phân phối và được đưa vào các cơ quan sử dụng glucose - thời gian mà hoạt động thể chất phải được giữ ở mức tối thiểu, để giảm thiểu sự hấp thu đường phóng xạ vào cơ bắp (nguyên nhân này tạo tác không mong muốn trong quá trình quét, can thiệp vào việc đọc đặc biệt là khi các cơ quan quan tâm ở bên trong cơ thể so với bên trong hộp sọ). Sau đó, bệnh nhân được đặt trong máy quét PET trong một loạt các lần quét hoặc có thể mất từ 20 phút đến một giờ (thường, chỉ khoảng một phần tư chiều dài cơ thể có thể được chụp ảnh tại một thời điểm).